# Gun Bergman
Gunvor (Gun) Marianne Bergman, tidigare Grut, ogift Hagberg, född 28 oktober 1916 i Linköpings församling, Östergötlands län, död 1 juli 1971 i Hedvig Eleonora församling, Stockholm, var en svensk journalist, språkvetare och översättare.

## Biografi
Gun Bergman växte upp och tog studenten i Linköping. Hennes föräldrar var källarmästaren Gustav Robert Hagberg och Ebba Ulrika, ogift Westerberg. I unga år kom hon till Stockholm, där hon arbetade som dansös, hade småroller i ett par filmer, var verksam på Tipstjänst och på Albert Bonniers Förlag.
I början 1950-talet studerade Gun Bergman slaviska språk vid Uppsala universitet och blev filosofie licentiat där. Hon undervisade sedan under 1950- och 1960-talen i dessa språk vid detta universitet och vid Stockholms universitet. Gun Bergman gjorde översättningar av jugoslaviska och ryska teaterpjäser främst för radion, bland annat Lev Tolstojs Upphovet till allt år 1954 och hon fick sitt genombrott som översättare efter att Ivo Andrićs Bron över Drina getts ut 1960, året innan han mottog Nobelpriset i litteratur. Hon fick 1962 Svenska Akademiens översättarpris. 1964 blev hon filosofie doktor.
I samarbetade med Artur Lundkvist och Carin Davidsson tolkade hon lyrik. 1971 gav hon ut en guidebok om Jugoslavien. Gun Bergman var också danspedagog samt film- och modejournalist för tidningar som Expressen.
Gun Bergman var 1941–1950 gift med Hugo Grut (1916–2000), som var förste byråingenjör vid Patent- och registreringsverket, och 1952–1959 med regissören Ingmar Bergman (1918–2007), som i boken Laterna Magica uppgett att hon varit förebild för flera av de starka kvinnor som gestaltats i hans filmer.
Vid 54 års ålder omkom Gun Bergman i en trafikolycka i Jugoslavien. Hon är begravd på Norra begravningsplatsen i Stockholm tillsammans med sina föräldrar och en son i sitt första äktenskap.